# Tokio Hotel
Tokio Hotel is een Duitse poprockband uit Maagdenburg. De band is in 2001 opgericht onder de naam 'Devilish' door de tweelingbroers Tom en Bill Kaulitz (geboren op 1 september 1989), samen met Gustav Schäfer (8 september 1988) en Georg Listing (31 maart 1987), nadat ze elkaar bij een optreden ontmoetten.

## Carrière
Bill en Tom Kaulitz maken naar eigen zeggen al vanaf hun negende muziek, naar het voorbeeld van hun stiefvader. Gustav Schäfer en Georg Listing kennen elkaar van muziekles. Nadat Bill Kaulitz meegedaan had aan het programma "Kinder-Star-Search" werd de band in 2003 ontdekt door de Duitse muziekproducent Peter Hoffmann. Tokio Hotel kreeg een platencontract bij de platenmaatschappij Sony BMG, en in 2005 bij Universal Music Group.

### Doorbraak in Duitsland
Op 15 augustus 2005 werd de eerste single, Durch den Monsun, uitgebracht met een videoclip die nabij Berlijn was opgenomen. Het nummer werd in Duitsland direct een grote hit en stond binnen een week op de eerste plaats van de Duitse hitparade, waar het een paar weken bleef staan. De jongens moesten na de zomervakantie weer gewoon naar school, maar dat werd moeilijk toen daar verslaggevers, fotografen en tv-teams opdoken. De bandleden gingen daarom over op privélessen.
Op 19 september kwam het eerste album, Schrei, uit, waarvoor zanger Bill Kaulitz de meeste nummers schreef. Ook het album schoot direct naar de eerste plaats van de Duitse hitlijsten. Het succes bleek bestendigheid te hebben en de band groeide al snel uit tot de populairste en meest succesvolle van Duitsland. Ook Zwitserland en Oostenrijk werden spoedig veroverd en ook hier wisten de jongens de top van de hitlijsten te bereiken. Een eerste tour, in december 2005, bleek na een paar dagen al volledig uitverkocht. Om die reden werd in februari/maart 2006 een extra tour ingelast, waarvan de tickets opnieuw grif van de hand gingen. Het totaal aantal bezoekers van beide tours kwam uit op meer dan 200.000. Ook het tweede album Zimmer 483 dat in 2007 werd uitgebracht werd een groot succes, evenals de singles die ervan uitgebracht werden.

### Internationale doorbraak
In 2007 werd besloten tot de release van een Engelstalig album. Verschillende nummers van hun twee Duitstalige albums (waaronder alle singles) werden naar het Engels vertaald en gebundeld op het album Scream (dat in Duitstalige gebieden werd uitbracht onder de titel Room 483). Als eerste single werd Monsoon uitgebracht, een vertaling van hun nummer Durch den Monsun. Het nummer werd in verschillende Europese landen een groot succes waardoor de band ook in de rest van Europa steeds bekender werd. In 2008 werd dan ook een derde tour ondernomen die door heel Europa ging. Als gevolg hiervan werd ook een live-versie van het album Zimmer 483 uitgebracht plus een DVD-registratie van een van de concerten. Inmiddels heeft de band ook pogingen ondernomen om in het Verenigd Koninkrijk en buiten Europa door te breken. In het Verenigd Koninkrijk bleef hun succes tot nu toe beperkt. Enkel de single Ready, Set, Go! wist binnen te komen in de Britse hitlijsten, maar kwam daar slechts tot de 77ste plaats. In Canada kwam dezelfde single slechts tot de 80ste plaats terwijl in de Verenigde Staten hun singles niet zijn binnengekomen in de Billboard Hot 100.
De release van het derde album van Tokio Hotel, dat oorspronkelijk zou uitkomen tussen januari en maart 2009, is zowel in het Duits als in het Engels uitgebracht op 2 oktober 2009 onder de naam Humanoid.

### Muzikale break
Op 12 mei maakten Tom en Bill Kaulitz bekend dat een nieuw album ergens aan het einde van 2013 zou uitkomen. Ook maakte Tokio Hotel op 16 december 2013 via Twitter en Facebook bekend dat ze een nummer hadden opgenomen samen met de band Rock Mafia, Wyclef Jean en David Correy. Het nummer heette I am en met dit lied spraken ze zich samen met het Amerikaanse netwerk 'NFL Characters Unite' uit tegen discriminatie, pesten en vooroordelen. Op 3 september 2014 werd bekendgemaakt dat het album Kings of suburbia zou uitkomen op 3 oktober 2014.
Na een muzikale break van vijf jaar bracht Tokio Hotel op 3 maart 2017 een nieuw album uit: Dream machine. Dit album werd gevolgd door een wereldtour.

## Discografie

### Albums
| Album met eventuele hitnotering(en) in de Nederlandse Album Top 100 | Datum van verschijnen | Datum van binnenkomst | Hoogste positie | Aantal weken | Opmerkingen   |
| ------------------------------------------------------------------- | --------------------- | --------------------- | --------------- | ------------ | ------------- |
| Schrei                                                              | 19-09-2005            | 20-05-2006            | 70              | 5            |               |
| Zimmer 483                                                          | 23-02-2007            | 03-03-2007            | 23              | 11           |               |
| Scream                                                              | 01-06-2007            | 09-06-2007            | 10              | 34           |               |
| Humanoid                                                            | 02-10-2009            | 10-10-2009            | 6               | 6            |               |
| Humanoid City Live                                                  | 20-07-2010            | 27-07-2010            | 59              | 1            | Livealbum     |
| Best of                                                             | 10-12-2010            | 18-12-2010            | 95              | 1            | Verzamelalbum |
| Kings of Suburbia                                                   | 06-10-2014            | 11-10-2014            | 23              | 1            |               |
| Dream machine                                                       | 03-03-2017            | 10-03-2017            | 52              | 1            |               |

| Album met hitnotering(en) in de Vlaamse Ultratop 200 albums | Datum van verschijnen | Datum van binnenkomst | Hoogste positie | Aantal weken | Opmerkingen |
| ----------------------------------------------------------- | --------------------- | --------------------- | --------------- | ------------ | ----------- |
| Scream                                                      | 01-06-2007            | 16-06-2007            | 6               | 49           |             |
| Schrei                                                      | 19-09-2005            | 28-07-2007            | 28              | 28           |             |
| Zimmer 483                                                  | 23-02-2007            | 28-07-2007            | 50              | 26           |             |
| Zimmer 483 - Live in Europe                                 | 30-11-2007            | 15-12-2007            | 40              | 11           | Livealbum   |
| Humanoid                                                    | 02-10-2009            | 10-10-2009            | 6               | 7            |             |
| Humanoid city live                                          | 20-07-2010            | 24-07-2010            | 74              | 2            | Livealbum   |
| Kings of Suburbia                                           | 03-10-2014            | 18-10-2014            | 23              | 3            |             |
| Dream machine                                               | 03-03-2017            | 11-03-2017            | 37              | 3            |             |

### Singles
| Single met eventuele hitnotering(en) in de Nederlandse Top 40 | Datum van verschijnen | Datum van binnenkomst | Hoogste positie | Aantal weken | Opmerkingen                               |
| ------------------------------------------------------------- | --------------------- | --------------------- | --------------- | ------------ | ----------------------------------------- |
| Schrei                                                        | 25-11-2005            | 13-05-2006            | tip11           | -            | Nr. 42 in de Single Top 100               |
| Durch den Monsun                                              | 30-06-2006            | -                     |                 |              | Nr. 71 in de Single Top 100               |
| Monsoon                                                       | 18-05-2007            | 12-05-2007            | 6               | 15           | Nr. 17 in de Single Top 100 / Alarmschijf |
| Ready, set, go!                                               | 24-08-2007            | 06-10-2007            | 31              | 3            | Nr. 41 in de Single Top 100               |
| By your side                                                  | 16-11-2007            | 01-12-2007            | tip13           | -            |                                           |
| Don't jump                                                    | 04-04-2008            | 19-04-2008            | 22              | 5            | Nr. 9 in de Single Top 100                |
| Automatic                                                     | 22-09-2009            | -                     |                 |              | Nr. 75 in de Single Top 100               |
| Boy don’t cry                                                 | 20-10-2017            | -                     |                 |              |                                           |

| Single met hitnotering(en) in de Vlaamse Ultratop 50 | Datum van verschijnen | Datum van binnenkomst | Hoogste positie | Aantal weken | Opmerkingen |
| ---------------------------------------------------- | --------------------- | --------------------- | --------------- | ------------ | ----------- |
| Monsoon                                              | 18-05-2007            | 30-06-2007            | 8               | 27           |             |
| Ready, set, go !                                     | 24-08-2007            | 29-09-2007            | 26              | 12           |             |
| An deiner Seite (ich bin da)                         | 16-11-2007            | 29-12-2007            | tip16           | -            |             |
| Don't jump                                           | 04-04-2008            | 19-04-2008            | 39              | 3            |             |
| Automatic                                            | 22-09-2009            | 26-09-2009            | 23              | 3            |             |
| World behind my wall                                 | 08-10-2009            | 30-01-2010            | tip18           | -            |             |
| Melancholic paradise                                 | 01-02-2019            | -                     |                 |              |             |

### Uitgebrachte albums
- 19 september 2005: Schrei
- 24 maart 2006: Schrei - so laut du kannst (heropname van Schrei)
- 23 februari 2007: Zimmer 483
- 30 november 2007: Zimmer 483 - Live In Europe
- 4 juni 2007: Scream / Room 483
- 15 april 2008: Scream (U.S. Version)
- 02 oktober 2009: Humanoid (Engels)
- 02 oktober 2009: Humanoid (Duits)
- 16 juli 2010: Humanoid City Live (album)
- 10 december 2010: Best of
- 3 oktober 2014: Kings of suburbia
- 13 maart 2017:  Dream Machine
- 18 november 2022: 2001

De Britse versie van het Engelstalige album Scream heeft een andere volgorde van tracklisting en bevat bovendien een remix van het nummer Monsoon en twee nieuwe nummers: Live every second (een vertaling Leb' die Sekunde) en Raise your hands together" (een vertaling van Wo sind eure Hände).
De cd Scream is in Duitsland onder de naam Room 483 uitgekomen, om de continuïteit met de vorige cd's te benadrukken.

### Dvd's
| Jaar | Datum       | DVD                                  |
| ---- | ----------- | ------------------------------------ |
| 2005 | 2 december  | Leb' die Sekunde - Behind The Scenes |
| 2006 | 7 april     | Schrei Live                          |
| 2007 | 7 april     | Spring Nicht DVD Single              |
| 2007 | 30 november | Zimmer 483 - Live In Europe          |
| 2008 | 9 december  | Caught on Camera                     |
| 2010 | 16 juli     | Humanoid City Live (DVD)             |
| 2017 | 15 december | Hinter die Welt                      |

| Dvd's met hitnoteringen in de Nederlandse Music Top 30 | Datum van verschijnen | Datum van binnenkomst | Hoogste positie | Aantal weken | Opmerkingen |
| ------------------------------------------------------ | --------------------- | --------------------- | --------------- | ------------ | ----------- |
| Zimmer 483 - Live in Europe                            | 2007                  | 15-12-2007            | 5               | 18           |             |
| Tokio Hotel TV - Caught on camera!                     | 2008                  | 13-12-2008            | 3               | 4            |             |
| Humanoid city live                                     | 2010                  | 24-07-2010            | 4               | 6            |             |

## Prijzen en onderscheidingen

### 2005
- oktober 2005: Comet (Beste Newcomer)
- oktober 2005: Comet (SuperComet)
- november 2005: EinsLive Krone (Beste Newcomer)
- december 2005: amber (Beste Pop Nationaal)
- december 2005: Bambi (Beste Pop Nationaal)

### 2006
- maart 2006: Echo (Beste nationale nieuwkomer)
- maart 2006: Regenbogen award
- maart 2006: Steiger Award (Beste nieuwkomer)
- mei 2006: Bravo Goldener Otto
- mei 2006: Bild Osgar Categorie Muziek
- juni 2006: Bravo Otto Hongarije (Beste Buitenlandse Band en Beste Buitenlandse nieuwkomer)
- september 2006: Goldene Stimmgabel (Beste Duitse Popband)
- november 2006: WMA's 2006 Londen (Best-Selling German Act)
- december 2006: EinsLive Krone (Beste Live-act)

### 2007
- januari 2007: European Border Breakers Award (voor hun album "Schrei")
- januari 2007: BZ-Kulturpreis (Rock)
- maart 2007: Echo (Beste Videoclip)
- april 2007: Bravo golden otto Superrock band
- mei 2007: Viva Comet (Super comet)
- mei 2007: Viva comet (Beste band)
- mei 2007: Viva comet (Beste video)
- september 2007 : Festivalbar Verona
- september 2007 : Goldene Stimmgabel (Beste Groep internationaal)
- oktober 2007 : TMF Belgium (Beste Nieuwkomer Internationaal)
- oktober 2007 : TMF Belgium (Beste Album Internationaal: Scream)
- oktober 2007 : TMF Belgium (Beste Popgroep Internationaal)
- oktober 2007 : TMF Belgium (Beste Videoclip Internationaal: Monsoon)
- november 2007: MTV (EMA Award) Europe Music Awards (Inter Act)
- december 2007: Kids Choice Awards (Italië) Band Of The Year 2007

### 2008
- Januari 2008: NRJ Music Awards 2008 - Best International Band
- Januari 2008: Rockbjören Awards 2008 - Best International Band
- Februari 2008: Goldene Kamera 2008 - Musik National
- Februari 2008: Echo: Best Music Video
- Mei 2008: Hitkrant - Best Concert, Grootste Hunk& Beste Rockband
- Mei 2008: Comet 2008 - Beste Live Act, Beste Band, Beste Video, Super Comet
- September 2008: MTV Award (VMA Award) - Best New Artist
- November 2008: MTV (EMA Award) - Headliner

### 2009
- Mei 2009: Bravo Goldener Otto - Superband
- Mei 2009: TRL Awards Italië - Beste TRL Artiest van het Jaar
- Mei 2009: Comet Awards - Beste Online Ster
- November 2009: MTV (EMA Award) - Best Group
- November 2009: Portret Choice Awards - Song of the Year "Automatic"
- November 2009: Portret Choice Awards - Album van het Jaar "Humanoid"

### 2010
- maart 2010: regenbogen awards - best group
- mei 2010: comet awards - best liveact
- november 2010: Ema awards - best world stage

### 2011
- Maart 2011: Bravoora Awards - Band of the Year
- Maart 2011: Bravoora Awards - Star of the 20th Anniversary
- April 2011: MTV O Music Awards (USA) - Best Fan Army (Fan Army FTW
- Juli 2011: MTV Video Music Awards Japan - Best Rock Video
- Augustus 2011: 2Musica Awards - Best Fan Club : Aliens
- Augustus 2011: 2Musica Awards - Fashion Icon : Bill Kaulitz
- Augustus 2011: 2Musica Awards - Best Videography
- Augustus 2011: 2Musica Awards - Best Artist In A Versus
- Augustus 2011: 2Musica Awards - Best Rock Artist
- Oktober 2011: MTV O Music Awards (USA)- Best Fan Army (Fan Army FTW)
- December 2011: Peta2 6th Annual Libby Awards - Best Peta2 Ad

### 2012
- Maart 2012: BRAVO OTTO (Germany)- Super-Band Rock- Bronze Otto
- Maart 2012: Star Planete Awards 2012 (France) - Mister Winter 2012 : Bill Kaulitz
- April 2012: MTV Musical March Madness 2012 - Musical March Madness Champions
- Mei 2012: Q102's Online Competitions - Hottest Rocker Boys
- Juni 2012: 2Musica Awards - Best Fan Club : Aliens
- Juni 2012: 2Musica Awards - Best Artist In A Versus
- Juni 2012: MTV O Music Awards (USA) - Best Fan Army (Fan Army FTW)
- Augustus 2012: MTV Latin America Awards (Mexico) - Battle Of The Boy Bands

### 2013
- Juni 2013: MTV O Music Awards (USA) - Best Fan Army (Fan Army FTW)
- November 2013: MTV Music Awards (Europe) - Biggest Fans
- December 2013: Music Daily Awards (Hungary) - Biggest Fan Base